# Угорницький Спасо-Преображенський монастир
Угорницький Спасо-Преображенський монастир — діючий монастир ПЦУ в селі Угорники Коломийського району Івано-Франківської области, Україна.

## Коротка історія
Існував у середині XVI ст., монахом був тоді 10-річний Іван Зазізо (Желізо), пізніше Йов Почаївський.
Збудований (разом з церквою) за сприяння прадіда Олександра і його кузина  Адама Балабанів. Будову нового монастиря розпочалися за сприяння рідного брата унівського архимандрита Ісаї Балабана Адама та його дружини Марії Гулевичівної — власників Угорників; закінчені не були. 27 листопада 1612 р. видана грамота Адама Балабана, якою він призначив кошти (чи засоби) для утримання монахів. Будівництво було закінчене за сприяння теребовлянського і рогатинського старости Олександра Балабана, який затвердив на вічні часи фонди для утримання монахів, надані раніше родичем Адамом. Спершу тут мали жити до 50 монахів — монастир був одним з найбільших у Галичині.
Монастир міг оборонятися від нападів татар, тому на його вежах завжди тримали сторожу (місце на монастирських полях називалось «Стражниця»). У 1752 р. монастир було перенесено до села Бабінки, яке належало ченцям.
Угорницькі ченці спочатку не прийняли Унії, долучилися до ченців у Скиті. Мабуть, останнім православним ігуменом був о. Шумлянський.
7 липня 1710 року  монастир перейшов на Унію. Від 1772 до 1811 р. нема згадок про монастир. У 1811 р. було 2 монахи. У 1812 р. влада Австрійської імперії включила його до складу Бучацького монастиря тимчасово, у 1819 р. назавжди.

### Відновлений Угорницький Свято-Преображенський монастир
За кошти Володимира Кафарського 1999 р. було збудовано капличку і пам'ятний хрест біля джерела Дзвіньоха на території колишнього монастиря.
Першим дослідником історії Угорницького монастиря був житель села п. Михайло Хавлюк, який випустив книжку «Угорницький монастир».
2002 р. з ініціативи митрополита Галицького УАПЦ Андрія (Абрамчука) та народного депутата України п. Володимира Кафарського, місцевої влади і жителів села починається відроження Угорницького монастиря.
У серпні 2003 р. в монастирі було відкрито першу церкву Преображення Господнього.
Спасо-Преображенський монастирський храм Угорницької обителі, його перенесли з с. Тюдів Косівського р-ну, де він простояв з 1856 р.
2004 р. за сприяння народного депутата України Володимира Кафарського було відроджено Угорницький Свято-Преображенський монастир та побудовано капличку на території чудодійного джерела Дзвіньоха, вода з якого допомогла багатьом людям.
2007 р. відкрито другу церкву Введення в Храм Пресвятої Діви Марії. Монастирський храм Введення Пресвятої Богородиці веде свою історію з 1823 р., коли був збудований у с. Делева Тлумацького р-ну. У 2007 р. цей старовинний храм розібрали й відбудували в монастирі в первісному вигляді.
Зараз тут планується створити музей сакральної архітектури, де будуть розміщені багато старих намолених церков, перевезених з різних районів області.
У 2012  році в братію обителі вступили кпірики з Рівненщини: ігумен Олексій (Мензатюк) та ігумен Никон ( в миру – Гайдай Олександр Анатолійович), останній 7 грудня 2013 року в день пам’яті вмч. Катерини трагічно пішов з життя. Останній написав і опублікував 2014 року перший нарис з історії Угорницького монастиря. 

### Намісники монастиря
- 2002—2005 ієромонах (з 2004 р. — ігумен) Даниїл (Кудибин).
- 2005—2012 протоієрей Юрій Мулярчук.
- 2 липня 2012 — 22 лютого 2016 архимандрит Олексій (Мензатюк).
- з 22 лютого 2016 року єпископ Коломийський Павло (Мисак).